# São Luís de Montes Belos
São Luís de Montes Belos is een gemeente in de Braziliaanse deelstaat Goiás. De gemeente telt 62.157 inwoners (schatting 2016), wat zo'n 35.000 meer is als in 2009.
De plaats is zetel van het rooms-katholieke bisdom São Luís de Montes Belos.

## Bekende inwoners
- Stanislaus van Melis, (CP) (1911-1998), missiebisschop